# Sofocleto
Pour les articles homonymes, voir Angell et Lama.
Luis Felipe Angell de Lama, dit Sofocleto (Paita, 12 avril 1926 – Lima, 18 mars 2004), est un écrivain, poète, journaliste et caricaturiste péruvien.
Son œuvre la plus emblématique est Los Cojudos (« les idiots »), satire de la société péruvienne.

## Biographie
Né dans le port de Paita au nord du Pérou, le 12 avril 1926, il y a vécu les premières années de sa vie avant de s'installer à Lima avec sa famille.
En 1951, il s'aventure dans l'activité publique en tant que diplomate pour son pays avant de démissionner en 1967 pour se consacrer pleinement à sa grande passion : l'écriture.
Dans les années 1970, il publie des articles sous le pseudonyme de Sofocleto dans diverses publications graphiques péruviennes. En 1979, il fonde sa propre publication, Don Sofo. Réputé pour son ironie sur les enjeux politiques et sociaux de son temps, ses critiques sournoises et sarcastiques de la politique péruvienne et de ses dirigeants lui valent d'être souvent emprisonné.
Son œuvre la plus notable reste Los Cojudos, mais on peut également citer La sábana de abajo, El virus matrimonial, Los sinlogismos, Los conchudos, entre autres. 
Il meurt à Lima le 18 mars 2004.